# Алтынджа
Алтынджа (азерб. Altınca) — село в административно-территориальном округе села Улашлы Губадлинского района Азербайджана.

## История
По данным «Свода статистических данных о населении Закавказского края, извлеченных из посемейных списков 1886 года», в селе Алтынчи Ходжаганского сельского округа Зангезурского уезда Елизаветпольской губернии было 40 дымов и проживало 182 азербайджанца (в источнике — «татарина»), али-аллахи по вероисповеданию. Среди жителей села 37 человек являлись беками, а остальные 145 являлись владельческими крестьянами.
В ходе Первой карабахской войны, в 1993 году село было занято армянскими вооружёнными силами, и до 2020 года находилось под контролем непризнанной НКР. После вооружённого конфликта, произошедшего осенью 2020 года, небольшие участки в Губадлинском и Зангеланском районах оставались под контролем армянской стороны. По словам премьер-министра Армении Никола Пашиняна, 9 ноября, во время подписания заявления о прекращении огня, стороны достигли «устного взаимопонимания» о том, чтобы «провести уточнение пограничных точек» на этих участках. В итоге, в декабре армянские войска «отступили на границу Советской Армении», и территории Губадлинского и Зангеланского районов полностью вернулись под контроль Азербайджана.

## Топонимика
Село в прошлом называлось Алтынджа Кияслы или Нарлы Кияслы. По сведениям местных жителей, в XIX веке семьи из рода кияслы из села Нехрам построили село в местности Нарлы-дара. В 1917 и 1933 годах село упоминалось как Алтынчи, а в 1961 как Алтынджи. Слово «алтын» в тюркских языках означает золото или медь, а суффикс «-чи» указывает на принадлежность к профессии. То есть этот ойконим означает ювелир или медник.